# Huile essentielle de rose

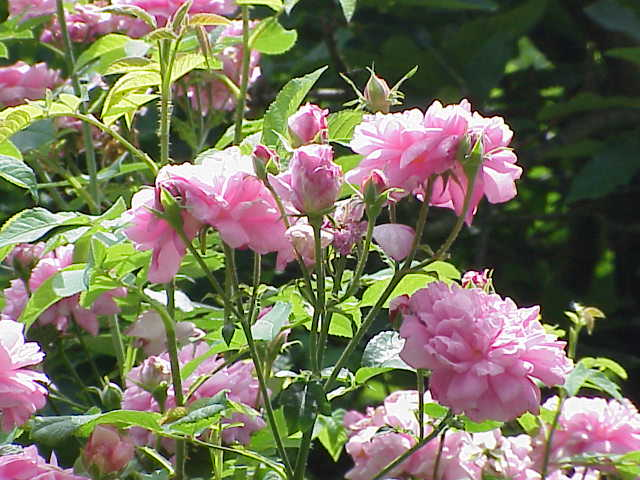
Rosier de Damas utilisé pour fabriquer l'essence de rose et l'eau de rose.

Pour les articles homonymes, voir Huile de rose.
L'huile essentielle de rose, ou essence de rose, ou encore attar de roses, est une huile essentielle extraite par hydrodistillation des pétales de différents types de roses. L'hydrolat de rose ou eau de rose est un sous-produit de la distillation, et est utilisé en cuisine comme aromatisant.
La molécule principale de l'odeur des roses est le citronellol. L'huile essentielle de rose contient d'autres molécules organiques telles que le linalol, le géraniol, des cétones (damascénone, bêta-damascone, bêta-ionone), des dérivés terpéniques tels l'oxyde de nérol et l'oxyde de rose et dont certaines molécules se retrouvent dans les arômes du raisins et des vins.
On peut en détecter une quantité aussi faible que 500 femtogrammes (5 × 10−13 g).
L'huile essentielle de rose faisait la renommée des parfumeurs de Grasse, qui ont mal pressenti l'impact industriel et économique des molécules de synthèse.
Il faut environ 3 000 kg de fleurs cueillies à la main de fin mai à fin juin pour obtenir un litre d’essence de rose.

## Composants
Les deux espèces de roses les plus utilisées pour la production de l'huile essentielle de rose sont :
- Rosa ×damascena (appelée aussi rosier de Damas), à l’origine de 90 % des essences et absolues produites, est cultivée principalement en Bulgarie (80 % de la production mondiale[1] avec 5 346 kg en 1900 contre 1 000 à 1 300 kg dans les années 2000[2]), Chine, Turquie, Iran et Inde ;
- Rosa ×centifolia, ou rosier cent-feuilles, que l'on trouve en France, au Maroc et en Égypte.